# Équipe d'Algérie masculine de handball aux Jeux olympiques d'été de 1984
L'équipe d'Algérie masculine de handball aux Jeux olympiques d'été de 1984 participe à ses 2e Jeux olympiques lors de cette édition 1984 qui se tient en Los Angeles du 31 juillet. au 11 août 1984.
Elle s'incline lors de tous ces matchs et termine ainsi à la 12e et dernière place.

## Effectif
| Sélectionneur | Sélectionneur              | Aziz Derouaz      | Aziz Derouaz   | Aziz Derouaz   |
| N°            | Nom                        | Date de naissance | Taille / Poids | Club           |
| 5             | Omar Azeb                  | 7 juillet 1960    | 1,82 m / 85 kg | MP Alger       |
| 7             | Djaffar Belhocine          | 18 août 1961      | 1,85m / 76kg   | MA Hussein Dey |
| 10            | Abdelkrim Bendjemil        | 5 décembre 1959   | 1,90 m / 80 kg | MP Oran        |
|               | Abdeslam Benmaghsoula      | 20 février 1961   | 1,78 m / 74 kg | MP Oran        |
|               | Brahim Boudrali            | 12 février 1963   | 1,86 m / 79 kg | MP Alger       |
| GB            | Mourad Boussebt            | 19 mai 1960       | 1,81 m / 77 kg | ERC Alger      |
| 6             | Mustapha Doballah          | 25 avril 1959     | 1,79m / 85 kg  | MP Oran        |
|               | Abu Sofiane Draouci        | 22 avril 1960     | 1,80 m / 76 kg | ERC Alger      |
|               | Hocine Ledraa              | 9 septembre 1959  | 1,82 m / 78 kg | MA Hussein Dey |
|               | Kamel Maoudj               | 30 août 1969      | ? m / ? kg     | MA Hussein Dey |
| 8             | Mouloud Mokhnache          | Né En 1955        | 1,80 m / 78 kg | Nadit Alger    |
|               | Zine Eddine Mohamed Seghir | 22 août 1959      | 1,72 m / 69 kg | MA Hussein Dey |
|               | Rachid Mokrani             | 7 juin 1960       | 1,80 m / 78 kg | MP Alger       |
| GB            | Kamel Ouchia               | 1er octobre 1956  | 1,76 m / 73 kg | MP Alger       |
|               | Azzedine Ouhib             | 15 novembre 1956  | 1,76 m / 75 kg | MPAlger        |

## Résultats

### Phase de groupe
|     | Équipe      | Pts | J | G | N | P | Bp  | Bc  | Diff |
| --- | ----------- | --- | - | - | - | - | --- | --- | ---- |
| 1er | Yougoslavie | 9   | 5 | 4 | 1 | 0 | 123 | 76  | 47   |
| 2e  | Roumanie    | 8   | 5 | 4 | 0 | 1 | 120 | 91  | 29   |
| 3e  | Islande     | 7   | 5 | 3 | 1 | 1 | 102 | 96  | 6    |
| 4e  | Suisse      | 4   | 5 | 2 | 0 | 3 | 83  | 102 | -19  |
| 5e  | Japon       | 2   | 5 | 1 | 0 | 4 | 84  | 117 | -33  |
| 6e  | Algérie     | 0   | 5 | 0 | 0 | 5 | 75  | 105 | -30  |

| 31 juillet 1984 20:00 | Roumanie | 25 – 16 | Algérie | California State University, Fullerton Arbitrage : |
| 31 juillet 1984 20:00 |          | (11–7)  | Abdelkrim Bendjemil 6 Azzedine Ouhib 3 Mouloud Mokhnache 3 Abdeslam Benmaghsoula 1 Abu Sofiane Draouci 1 Brahim Bourdrali 1 Mustapha Doballah 1 | California State University, Fullerton Arbitrage : |
| 31 juillet 1984 20:00 |          | ×2 ×4   | | California State University, Fullerton Arbitrage : |

| 2 août 1984 21:30 | Suisse | 19 – 18 | Algérie | California State University, Fullerton Arbitrage : |
| 2 août 1984 21:30 |        | (10–10) | Abdelkrim Bendjemil 4 Mouloud Mokhnache 4 Mustapha Doballah 3 Abu Sofiane Draouci 3 Zineddine Mohamed Seghir 2 Djaffar Belhocine 1 Omar Azzeb 1 | California State University, Fullerton Arbitrage : |
| 2 août 1984 21:30 |        | ×1 ×6   | | California State University, Fullerton Arbitrage : |

| 4 août 1984 14:00 | Yougoslavie | 25 – 10 | Algérie                                                                                            | California State University, Fullerton Arbitrage : |
| 4 août 1984 14:00 |             | (13–3)  | Abdelkrim Bendjemil 3 Djaffar Belhocine 3 Rashid Mokhrani 2 Brahim Bourdrali 1 Mustapha Doballah 1 | California State University, Fullerton Arbitrage : |
| 4 août 1984 14:00 |             | ×2 ×3   | | California State University, Fullerton Arbitrage : |

| 6 août 1984 20:00 | Islande | 19 – 15 | Algérie | California State University, Fullerton Arbitrage : |
| 6 août 1984 20:00 |         | (7–7)   | Abu Sofiane Draouci 5 Abdelkrim Bendjemil 4 Abdeslam Benmaghsoula 2 Zineddine Mohamed Seghir 2 Mustapha Doballah 1 Omar Azzeb 1 | California State University, Fullerton Arbitrage : |
| 6 août 1984 20:00 |         | ×2 ×6   | | California State University, Fullerton Arbitrage : |

| 8 août 1984 11:30 | Japon | 17 – 16 | Algérie | California State University, Fullerton Arbitrage : |
| 8 août 1984 11:30 |       | (11–7)  | Abu Sofiane Draouci 5 Omar Azzeb 3 Abdelkrim Bendjemil 2 Mustapha Doballah 2 Abdeslam Benmaghsoula 2 Azzedine Ouhib 1 Rashid Mokhrani 1 Zineddine Mohamed Seghir 1 | California State University, Fullerton Arbitrage : |
| 8 août 1984 11:30 |       | ×2 ×6   | | California State University, Fullerton Arbitrage : |

### Match de classement
| 10 août 1984 11:00 | Corée du Sud | 25 – 21 | Algérie | California State University, Fullerton Arbitrage : |
| 10 août 1984 11:00 |              | (–)     | Omar Azzeb 6 Djaffar Belhocine 4 Mustapha Doballah 3 Zineddine Mohamed Seghir 2 Abdelkrim Bendjemil 2 Abdeslam Benmaghsoula 1 Brahim Bourdrali 1 Mouloud Mokhnache 1 | California State University, Fullerton Arbitrage : |
| 10 août 1984 11:00 |              | ×1 ×2   | | California State University, Fullerton Arbitrage : |

## Statistiques et récompenses

### Statistiques des joueurs
| Joueur                     | Poule | Poule | Poule | Poule | Poule | Poule | Total |
| -------------------------- | ----- | ----- | ----- | ----- | ----- | ----- | ----- |
| Joueur                     |       |       |       |       |       |       | Total |
| Abdelkrim Bendjemil        | 6     | 4     | 3     | 4     | 2     | 2     | 21    |
| Abu Sofiane Draouci        | 1     | 3     | 0     | 5     | 5     | 0     | 14    |
| Mustapha Doballah          | 1     | 3     | 1     | 1     | 2     | 3     | 11    |
| Omar Azeb                  | 0     | 1     | 0     | 1     | 3     | 6     | 11    |
| Mouloud Mokhnache          | 3     | 4     | 0     | 0     | 0     | 1     | 8     |
| Djaffar Belhocine          | 0     | 1     | 3     | 0     | 0     | 4     | 8     |
| Zine Eddine Mohamed Seghir | 0     | 2     | 0     | 2     | 1     | 2     | 7     |
| Abdeslam Benmaghsoula      | 1     | 0     | 0     | 2     | 2     | 1     | 6     |
| Azzedine Ouhib             | 3     | 0     | 0     | 0     | 1     | 0     | 4     |
| Brahim Boudrali            | 1     | 0     | 1     | 0     | 0     | 1     | 3     |
| Rachid Mokrani             | 0     | 0     | 2     | 0     | 1     | 0     | 3     |
| Total                      | 16    | 18    | 10    | 15    | 16    | 21    | 96    |

## Navigation